# Acericerus ribauti
Acericerus ribauti är en insektsart som först beskrevs av Kirschembaum 1868.  Acericerus ribauti ingår i släktet Acericerus, och familjen dvärgstritar. Arten är reproducerande i Sverige.

## Bildgalleri

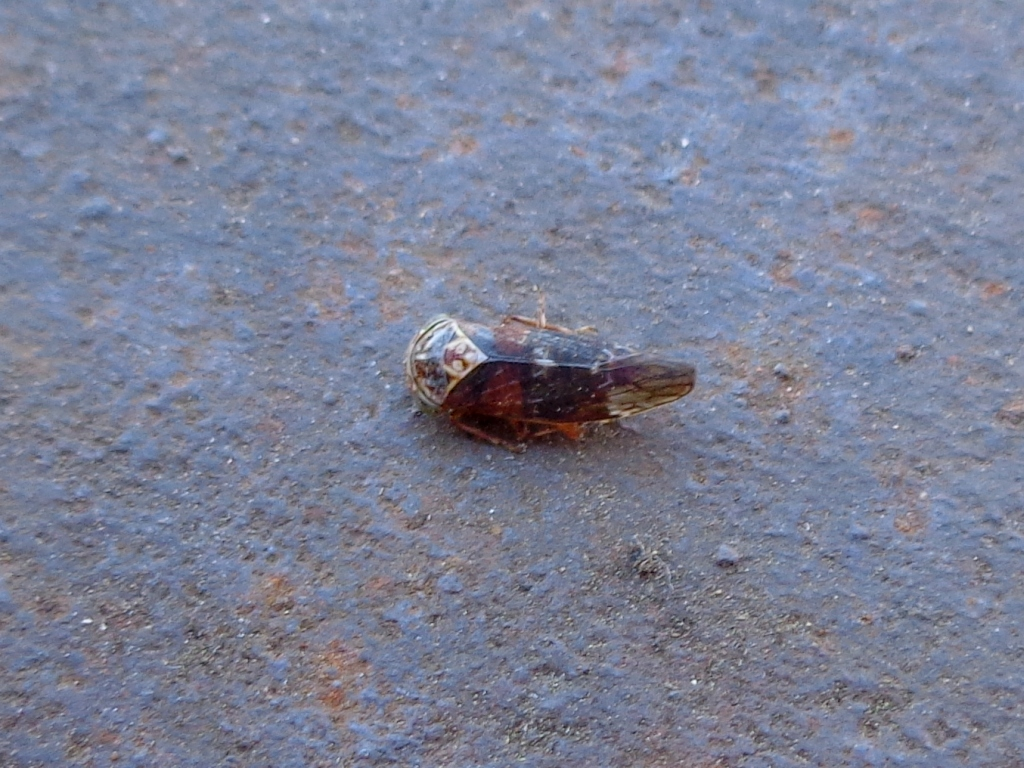